# Virginia Beach
Virginia Beach là một thành phố biển thuộc tiểu bang Virginia, Hoa Kỳ; nằm ở góc đông nam sát Đại Tây Dương ở miệng của vịnh Chesapeake và tiếp giáp với các thành phố Chesapeake và Norfolk về phía tây, đây là thành phố đông dân nhất ở tiểu bang Virginia và là thành phố lớn thứ 41 của Hoa Kỳ. Virginia Beach

## Liên kết
| Tìm hiểu thêm về Virginia Beach tại các dự án liên quan |                                   |
| Tìm kiếm Wiktionary                                     | Từ điển từ Wiktionary             |
| Tìm kiếm Commons                                        | Tập tin phương tiện từ Commons    |
| Tìm kiếm Wikinews                                       | Tin tức từ Wikinews               |
| Tìm kiếm Wikiquote                                      | Danh ngôn từ Wikiquote            |
| Tìm kiếm Wikisource                                     | Văn kiện từ Wikisource            |
| Tìm kiếm Wikibooks                                      | Tủ sách giáo khoa từ Wikibooks    |
| Tìm kiếm Wikiversity                                    | Tài nguyên học tập từ Wikiversity |

- Official Government Website Lưu trữ ngày 8 tháng 4 năm 2000 tại Wayback Machine
- Official Virginia Beach Convention & Visitors Bureau Website Lưu trữ ngày 20 tháng 8 năm 2008 tại Wayback Machine
- Hampton Roads Economic Development Alliance Lưu trữ ngày 7 tháng 2 năm 2012 tại Wayback Machine
- Virginia Beach City Page Lưu trữ ngày 8 tháng 5 năm 2006 tại Wayback Machine
- First Landing State Park
- Alan B. Sheppard Civic Center (aka Virginia Beach Convention Center).
- Official Ice Sculpture web site
- Virginia Beach